# Frank M. Snowden Jr.
Frank M. Snowden Jr. (Contea di York, 17 luglio 1911 – Washington, 18 febbraio 2007) è stato uno storico, latinista, grecista diplomatico statunitense di origine afroamericana.

## Biografia
Trascorse l'adolescenza a Boston e si diplomò nella Latin School locale. Dopo la laurea, nel '44 completò anche il dottorato all'Università di Harvard. Dopo aver insegnato al Virginia College, una scuola pubblica per afroamericani fino al Civil Rights Act del 1964, e allo Spelman College, scuola privata femminile di arti liberali afferente all'Università di Atlanta, si trasferì ad Harvard, dove rimase fino al suo ritiro dalla vita accademica. Per vari anni, fu presidente del dipartimento di studi classici, e, dal '58 al '68, decano del College of Liberal Arts. Dopo il pensionamento nel '76, fu nominato professore emerito e continuò a insegnare a Harvard.
Snowden è stato membro della delegazione americana dell'UNESCO a Parigi. Inoltre, collaborò come consulente culturale degli Stati Uniti a Roma, come referente italiano dell'amministrazione Eisenhower e come docente specializzato del Dipartimento di Stato americano. Snowden acquisì notorietà internazionale per i suoi studi sui neri nel mondo antico, in quanto riuscì a documentare la trascurabilità del pregiudizio razziale nell'antica Roma e nell'antica Grecia, principalmente in virtù del fatto che la maggior parte dei neri presenti a Roma non erano schiavi, ma liberti affrancati dalla schiavitù per le loro doti di guerrieri, uomini di Stato e mercenari. Pertanto, gli africani furono sottratti alle attività razziste e discriminanti manifestatesi nell'civiltà moderna.
L'arte e letteratura antica gli diedero prove cospicue del fatto che gli africani furono capaci di coesistere in modo pacifico e non subordinato con i greci e i romani dell'epoca. Snowden si spense il 18 febbraio 2007 a Washington, a seguito di un attacco cardiaco improvviso. Nel 1935 aveva sposato Elaine Hill Snowden con la quale visse a Washington fino alla di lei morte, sopraggiunta nel 2005. Parlava in modo fluente cinque lingue: latino, greco, tedesco, francese e italiano. Suo figlio Frank M. Snowden III è stato professore di storia italiana del XX secolo all'Università di Yale.

## Premi e riconoscimenti
- 2003: National Humanities Medal conferita alla Casa Bianca.[3][4]

## Opere
- Frank M. Snowden Jr., Blacks in Antiquity: Ethiopians in the Greco-Roman Experience, Cambridge, Massachusetts, Belknap Press, 1970, ISBN 0-674-07626-5.
- Frank M. Snowden Jr., Before Color Prejudice: The Ancient View of Blacks, Cambridge, Massachusetts, Harvard University Press, 1983, ISBN 0-674-06381-3.